# Aaron Meijers
Aaron Meijers, né le 28 octobre 1987 à Delft aux Pays-Bas, est un footballeur néerlandais qui joue au poste de défenseur au RKC Waalwijk.

## Palmarès
- FC Volendam
  - Champion de D2 néerlandaise en 2008.

- RKC Waalwijk
  - Champion de D2 néerlandaise en 2011.

## Statistiques
| Saison    | Club         | Pays           | Championnat        | Coupes nationales | Coupes d'Europe |
| --------- | ------------ | -------------- | ------------------ | ----------------- | --------------- |
| 2006-2007 | FC Volendam  | Eerste divisie | 21 matchs          | 2 matchs          | -               |
| 2007-2008 | FC Volendam  | Eerste divisie | 36 matchs / 2 buts | 1 match           | -               |
| 2008-2009 | FC Volendam  | Eredivisie     | 31 matchs          | 5 matchs          | -               |
| 2009-2010 | FC Volendam  | Eerste divisie | 34 matchs / 2 buts | -                 | -               |
| 2010-2011 | RKC Waalwijk | Eerste divisie | 30 matchs / 1 but  | 4 matchs          | -               |
| 2011-2012 | RKC Waalwijk | Eredivisie     | 32 matchs / 3 buts | 4 matchs          | -               |
| 2012-2013 | ADO La Haye  | Eredivisie     | 31 matchs          | 2 matchs          | -               |
| 2013-2014 | ADO La Haye  | Eredivisie     | 34 matchs / 1 but  | 2 matchs          | -               |
| 2014-2015 | ADO La Haye  | Eredivisie     | 33 matchs          | 1 match           | -               |
| 2015-2016 | ADO La Haye  | Eredivisie     | 30 matchs / 1 but  | 1 match           | -               |
| 2016-2017 | ADO La Haye  | Eredivisie     | 7 matchs           | 1 match           | -               |

Dernière mise à jour le 18/02/2017